# Micarea bauschiana
Micarea bauschiana är en lavart som först beskrevs av Körb., och fick sitt nu gällande namn av V. Wirth & Vezda. Micarea bauschiana ingår i släktet Micarea och familjen Pilocarpaceae.  Arten är reproducerande i Sverige. Inga underarter finns listade i Catalogue of Life.